# 星川站 (三重縣)

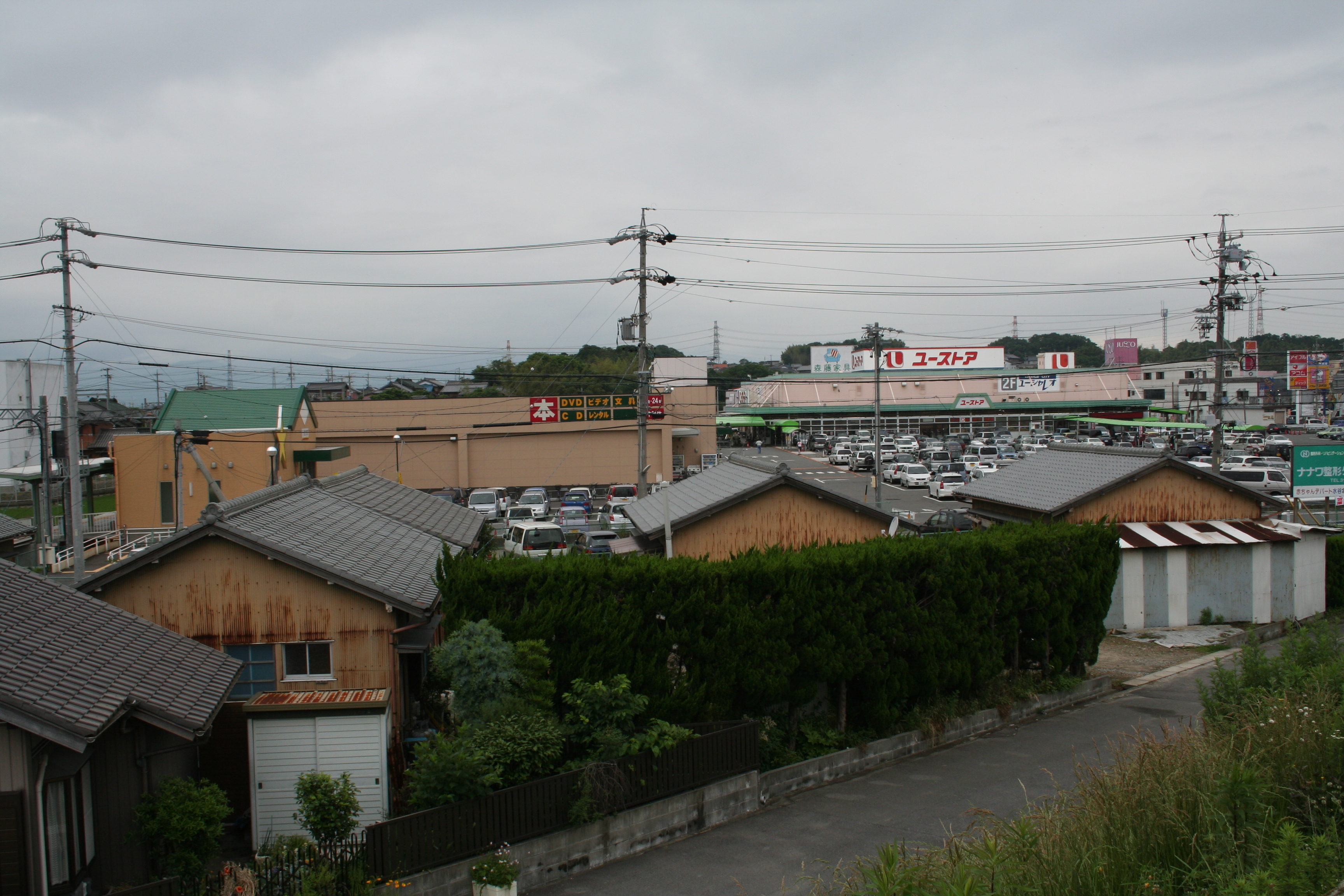
星川站附近全景

星川站（日语：／ Hoshikawa eki */?）是位於三重縣桑名市大字星川，三岐鐵道的北勢線車站。
在2005年（平成17年）3月26日，此站於坂井橋站靠近阿下喜一方500米，U-store（現：MEGA Don Quijote UNY）星川店停車場西南端新設此站。而北勢線過去曾經出現2次「星川」站。

## 歷史
北勢線過去曾經2度設有同年車站。第一代星川站是北勢鐵道的車站，於1914年（大正3年）啟用。由於車站只有一個狹窄月台，後來於1916年（大正5年）廢止。後來為了於嘉例川採砂石，於1927年（昭和2年）開設第二代貨運車站。在1932年（昭和7年）更開設旅客業務。後來由於在戰時和電力事情惡化等因由，車站於1944年（昭和19年）暫停服務。更於在1969年（昭和44年）廢止。第二代星川站位於現時嘉例川橋樑靠近阿下喜一方。而現時的星川站是在2005年（平成17年）啟用，車站位於舊坂井橋站靠近桑名一方。
- 1914年（大正3年）4月5日 - 北勢鐵道車站啟用（第一代）。
- 1916年（大正5年）5月10日 - 星川站廢止。
- 1927年（昭和2年）9月8日 - 星川站啟用（第二代，貨物車站）。
- 1932年（昭和7年）11月1日 - 星川站開設旅客服務。
- 1934年（昭和9年）6月27日 - 公司名稱改變，成為北勢電氣鐵道車站[1] 。
- 1944年（昭和19年）2月11日 - 公司合併，成為三重交通車站[1]。
- 1944年（昭和19年）7月1日 - 星川站暫停營業。
- 1964年（昭和39年）2月1日 - 鐵路事業轉讓至三重電氣鐵道[1]。
- 1965年（昭和40年）4月1日 - 近畿日本鐵道與三重電氣鐵道合併，成為近鐵車站。
- 1969年（昭和44年）5月15日 - 星川站廢止。
- 2005年（平成17年）3月26日 - 三岐鐵道坂井橋站廢止，於西方約500米開於星川站（第三代）。在部分時段設有職員當值（平日6：30 - 10：00、15：00 - 20：30，星期六8：00 - 17：00，星期日9：00 - 17：00）。超市內部分停車場位置用作鐵路使用者免費停車場。
- 2005年（平成17年）6月1日 - 車站大樓內設置自動售票機、自動補票機和自動閘機，並開始由東員站遠端控制此站。
- 2007年（平成19年）4月1日 - 職員當值時間變更（平日7：00 - 10：00・14：30 - 20：00，星期六、日及假日8：00 - 17：00）。
- 2007年（平成19年）6月1日 - 站前停車場擴展。
- 2008年（平成20年）3月24日 - 職員當值時間變更（平日7：00 - 20：00，星期六、日及假日8：00 - 17：00）。
- 2010年（平成22年）2月10日 - 站前停車場擴展。

## 車站構造
車站是一座地面車站，設有1面1線的單式月台。
車站大樓位於路軌北邊，職員當值時間為每日7:10-19:10。車站大樓東邊設有廁所，在非職員當值時間，多用途廁所會封閉。車站大樓東邊閘口外設有候車室（冷暖氣供應）。車站大樓入口設有公共電話和郵筒。車站大樓鄰接小河道。車站大樓部分位置位處於Piago（當時）內。
車站大樓內設有自動售票機1台、自動閘機（2座，當中包括1座可讓輪椅人士使用的闊閘機）和自動補票機1台。上述的自動售票機可購買普通車票、回數票。在職員當值時可購買定期票。車站設有閉路電視，由東員站遠端監制此站。
站前設有免費停車場和單車停泊處。當中停車場分別位於車站北邊和南邊2處。單車停泊處只有在車站北邊。由於此站設有免費停車場，因此可於此站泊車轉乘。此站有較多學生使用，因此單車停泊處經常沒有空位。而最近此站的公共交通服務是在400米外的國道上，該處設有三重交通「Sun City前」巴士站。
站前廣場、車站大樓和月台等均設有無障礙設施。 

## 利用狀況
根據「三重縣統計書」，以下為1日平均乘車人次。
| 年度   | 一日平均 乘車人次 |
| ------ | ----------------- |
| 2005年 | 478               |
| 2006年 | 529               |
| 2007年 | 589               |
| 2008年 | 614               |
| 2009年 | 593               |
| 2010年 | 622               |
| 2011年 | 674               |
| 2012年 | 678               |
| 2013年 | 724               |
| 2014年 | 732               |
| 2015年 | 773               |
| 2016年 | 792               |
| 2017年 | 791               |
| 2018年 | 810               |
| 2019年 | 797               |

- 以下會列出星川站的利用狀況變遷[3]。
  - 一年乘車人次以人作單位。更適合用於比較年度數據。
  - 上下車人次調査結果是在任意1日記錄，以人作單位。但需注意，由於在調査日的天氣、活動等原因，使數字變動會比一年乘車人次為大。
  - 當中，最高値會使用紅色，在最高値記錄年度以後的最低値使用青色、在最高値記錄年度以前的最低値使用綠色作標記。
  - 此站的開業年度是2005年度（平成17年度），而2004年度（平成16年度）是紀錄坂井橋站。2005年度比2004年度乘客增長約1.4倍。後來車站使用人次繼續增加。在2008年度（平成20年度）的乘客比啟用當年的2005年度（平成17年度）增加約1.3倍，比2004年度（平成16年度）增長約1.8倍。

| 年度利用狀況（星川站） | 年度利用狀況（星川站） | 年度利用狀況（星川站） | 年度利用狀況（星川站） | 年度利用狀況（星川站） | 年度利用狀況（星川站）    | 年度利用狀況（星川站）    | 年度利用狀況（星川站） |                                  |
| 年 度                  | 一年乘車人次：人／年度 | 一年乘車人次：人／年度 | 一年乘車人次：人／年度 | 一年乘車人次：人／年度 | 上下車人次調査結果 人／日 | 上下車人次調査結果 人／日 | 特別事項               |                                  |
| ---------------------- | ---------------------- | ---------------------- | ---------------------- | ---------------------- | ------------------------- | ------------------------- | ---------------------- | -------------------------------- |
| 年 度                  | 通勤定期乘客           | 上學定期乘客           | 其他乘客               | 合計                   | 調査日                    | 調査結果                  | 特別事項               |                                  |
| 1969年（昭和44年）     |                        |                        | (203,610)              | (113,276)              | (316,886)                 |                           |                        | (舊坂井橋站非定期乘客最高値)     |
| 1970年（昭和45年）     |                        |                        | (217,140)              | (112,907)              | (330,047)                 |                           |                        | (舊坂井橋站最高値)               |
| 1980年（昭和55年）     |                        |                        | (227,250)              | (100,426)              | (327,676)                 | ？月？日                  | 1,451                  | (舊坂井橋站定期乘客最高値)       |
| 2004年（平成16年）     | (31,470)               | (45,628)               | (77,098)               | (45,597)               | (122,695)                 |                           |                        | (舊坂井橋站最後一年度記錄)       |
| 2005年（平成17年）     | 37,551                 | 52,228                 | 89,779                 | 84,747                 | 174,526                   |                           |                        | 此站啟用，設置停車場、單車停泊場 |
| 2006年（平成18年）     | 47,490                 | 63,548                 | 111,038                | 81,978                 | 193,016                   |                           |                        |                                  |
| 2007年（平成19年）     | 53,970                 | 72,760                 | 126,730                | 88,864                 | 215,594                   |                           |                        |                                  |
| 2008年（平成20年）     | 57,120                 | 75,520                 | 132,640                | 91,385                 | 224,025                   |                           |                        |                                  |
| 2009年（平成21年）     |                        |                        |                        |                        |                           |                           |                        |                                  |

## 車站周邊
車站鄰接MEGA唐吉訶德UNY星川店、三洋堂書店星川店停車場。周邊有許多購物中心、餐廳和醫院。在北勢線各站中，此站比較繁忙。
- 購物中心、商店
  - MEGA唐吉訶德UNY 星川店
  - 三洋堂書店（日语：三洋堂書店） 星川店
  - 星川購物城SunCity（日语：星川ショッピングタウンサンシティ） - 名鐵觀光巴士（日语：名鉄観光バス） DoraPack上下車處。
    - Valor 星川店 - 2006年（平成18年）10月27日開幕

  - 米利（日语：コメリ） PRO桑名店（家品中心）
  - LAPIAS萬代家具 星川店
- 餐廳
  - 河童壽司（日语：かっぱ寿司） 桑名店
  - 餃子的王將 桑名星川店
  - Gusto 桑名西店
- 醫療
  - 坂井橋診所（舊坂井橋醫院）
  - 高阪齒科醫院
  - 山田眼科
- 其他
  - 星之露天風呂 星之湯（超級錢湯（日语：スーパー銭湯））
  - MIE公司總部、MIE TECHNO 總部工場
  - 津田學園中學·高等學校（日语：津田学園中学校・高等学校）

## 巴士路線
- 三重交通 SunCity前巴士站
  - 21系統 桑名站前
  - 21系統 阿下喜
  - 28系統 桑名站前
  - 28系統 新城（經穴太）

- 桑名市社區巴士 K-巴士（日语：K-バス）Mega唐吉訶德UNY星川店巴士站
  - 西部南路線
  - 西部北路線

- 三岐鐵道 星川站前巴士站
  - 沒有編號 津田學園前

## 相鄰車站
三岐鐵道
■北勢線
在良－星川－七和
在2005年（平成16年）3月25日前，此站與在良站之間設有坂井橋站。

## 註腳
1. 1 2 3  曾根悟（監修）. 朝日新聞出版分冊百科編集部（編集） , 编. . 週刊朝日百科. 26号 長良川鉄道・明知鉄道・樽見鉄道・三岐鉄道・伊勢鉄道. 朝日新聞出版. 2011-09-18: 26 （日语）.
2. ↑  三重県統計書 （页面存档备份，存于）（日語） - 三重縣
3. ↑  三重縣統計書各年度版

## 外部連結
- 三岐鐵道官方網站 （页面存档备份，存于）（日語）
- 北勢線對策推進協議會　北勢線對策室　官方網頁，存于（日語）